# Nhịp tim chậm
Nhịp tim chậm là một tình trạng trong đó một cá nhân có nhịp tim rất chậm, thường được định nghĩa là nhịp tim nghỉ ngơi dưới 60 nhịp mỗi phút (bpm- beats per minute) ở người lớn. Nhịp tim chậm thường không gây ra triệu chứng nào cho đến khi nhịp tim giảm xuống dưới 50 bpm. Khi có triệu chứng, nó có thể gây mệt mỏi, suy nhược, chóng mặt, đổ mồ hôi và nếu nhịp tim rất thấp, sẽ gây ra ngất xỉu.
Trong khi ngủ, nhịp tim chậm với tỷ lệ khoảng 40-50 bpm là phổ biến và được coi là bình thường. Các vận động viên được đào tạo cao cũng có thể có hội chứng tim thể thao, nhịp tim nghỉ ngơi rất chậm xảy ra như một sự thích ứng thể thao và giúp ngăn ngừa nhịp tim nhanh trong quá trình tập luyện.
Thuật ngữ nhịp tim chậm tương đối được sử dụng để giải thích nhịp tim, mặc dù nhịp tim không thực sự dưới 60 BPM, vẫn được coi là quá chậm đối với tình trạng y tế hiện tại của từng cá nhân.

## Nguyên nhân
Chứng rối loạn nhịp tim này có thể bị ảnh hưởng bởi một số nguyên nhân, được phân chia tốt nhất thành nguyên nhân do tim và nguyên nhân không do tim. Nguyên nhân không do tim thường là thứ yếu và có thể liên quan đến việc sử dụng ma túy hoặc lạm dụng; vấn đề trao đổi chất hoặc nội tiết, đặc biệt là ở tuyến giáp; sự mất cân bằng điện giải; yếu tố thần kinh; phản xạ tự trị; các yếu tố tình huống như nghỉ ngơi trên giường kéo dài; và tự miễn dịch. Các nguyên nhân do tim bao gồm bệnh tim thiếu máu cục bộ cấp tính hoặc mạn tính, bệnh tim mạch, bệnh van tim, hoặc bệnh điện tiểu thoái hóa. Cuối cùng, các nguyên nhân gây ra bởi ba cơ chế: sự tự động giảm nhịp của tim, khối dẫn truyền, hoặc tạo nhịp và nhịp điệu tim bị lỗi thoát.
Nói chung, hai loại vấn đề dẫn đến nhịp tim chậm: rối loạn của nút xoang nhĩ (nút SA), và rối loạn của nút nhĩ thất (nút AV).